# Dealu Lămășoi, Alba
Dealu Lămășoi este un sat în comuna Albac din județul Alba, Transilvania, România. La recensământul din 2002 avea o populație de 241 locuitori.